# 対雁
対雁（ついしかり）は北海道江別市にある地名。江別発祥の地と呼ばれる。
かつては豊平川の旧河道（現在の世田豊平川）が石狩川に注ぐ一帯を指し、工業団地となった工栄町や石狩川対岸の中島も含んでいた。

## 歴史

### 近代以前
「ついしかり」の地名はアイヌ語に由来するが、「曲がりくねった川」を意味する「トイシカリ」、「沼がそこで曲がる」を意味する「ト・エ・シカリ」、あるいは「元の石狩川」を意味する「トゥエシカリ」などの説がある。1700年（元禄13年）に松前藩が江戸幕府に提出した『松前嶋郷帳』には、「ついし狩」という表記で収録されている。
寛政年間（1800年ころ）の記録には、石狩川流域には「石狩十三場所」と呼ばれる、13か所の場所（和人とアイヌの交易施設）が存在したと記されている。この中に「下ツイシカリ」と「上ツイシカリ」の2つの場所があり、上ツイシカリが現在の札幌市厚別区付近であり、下ツイシカリはツイシカリ川が石狩川に合流する付近を指す。なお、アイヌ語で「サッ・ポロ・ペッ」（乾いた大きな川）と呼ばれ、「さっぽろ」の地名語源ともなった豊平川は江戸時代後期までは現在の札幌市北区篠路付近で石狩川に注いでいたが、同時期・寛政年間に発生した大洪水で流路が東側に変わり、ツイシカリ川に流れ込んだ上で石狩川に注ぐようになった。この流路変遷で、ツイシカリは「石狩川と豊平川の上流部を結ぶ、交通の要衝」として注目されることになる。
1806年（文化3年）の遠山景晋と村垣定行による『西蝦夷日記』には、津石狩（ツイシカリ）川が石狩川に合流する地点の近くにアイヌの住居3軒と巡見のための仮小屋があったことが記されている。これがツイシカリ泊小屋であり、その後もたびたび幕府の巡視の役人や箱館奉行所の使いの者が宿泊所として利用している。1804年（文化元年）のアイヌの場所別人口記録によれば、石狩十三場所のアイヌ総人口は2582人（男1373人、女209人）、うち上ツイシカリは110人（男58人、女52人）、下ツイシカリは93人（男48人、女45人）だった。
1846年（弘化3年）に松浦武四郎が北見・知床巡視の帰途に立ち寄った際の『再航蝦夷日記』に、ツイシカリは鮭はもとよりチカ、さらに身の丈3メートルに及ぶチョウザメが水揚げされる優れた漁場であり、番屋や弁天社、蔵が建ち並ぶという賑わいぶり、さらに地域のアイヌが家ごとにフクロウを飼育し、あるいは松前藩に隠れて雑穀やカボチャ、ジャガイモなどを栽培する有様を記している。しかし1857年（安政4年）春の火災で番屋付近は軒並み焼失してしまい、この年の武四郎は乙名ルヒヤンケの家に泊まるしかなかったと『石狩日誌』に残している。この年の調査で石狩川から豊平川流域の地勢を鑑みた武四郎は時の箱館奉行・堀織部正らに「文化年間に近藤重蔵が『津石狩に蝦夷地の大府を置くべき』との建白書を提出しているが、その地は春の融雪や秋の豪雨の難があり、禹王の降臨でもなくては叶わない。むしろツイシカリ川を三里遡った札幌樋平（豊平）の地こそ、本府を置くにふさわしい」「札幌に大府が置かれれば、石狩は大阪のように、ツイシカリは伏見のように栄えるだろう」と提言している。
1867年（慶応3年）、阿部屋に雇われた立花由松が通行守として居住するようになった。この立花が「江別市最初の和人の住人」と呼ぶべき人物である。

### 明治時代
1871年（明治4年）、対雁は札幌区の一部となっていた。この年、開拓使の募集に応じた宮城県からの移民21戸が入植したが、泥炭地の劣悪な環境と交通の不便さに辟易し、同年のうちに19戸が雁来へと再転居してしまった。対雁に残留した2戸とは渡辺金助と本間勇之助のことで、2人はすでに開墾済みだった土地を放棄することができず、家族を雁来に移して自分たちだけが残り、ついには土着に至ったという。この2人は、立花由松に次ぐ江別移住の先駆者となった。
1872年（明治5年）8月、札幌の偕楽園から雁来を経て対雁を結ぶ「対雁街道」が完成。札幌から対雁への陸路第一号となる。
1876年（明治9年）7月中旬、樺太アイヌ127戸854名が、開拓使の長官黒田清隆の意向で強制的に移住させられる。土人取扱主任を命じられた上野正は、新設された対雁詰所で漁業資金の貸し付けや試作農場の設置といった移民保護政策の実施のために働いた。また、請負人に酷使されて独立心を失いつつあった樺太アイヌの将来を危惧した上野は、彼らに対する教育の必要性を訴えた意見書を提出。これを受けて1877年（明治10年）11月、樺太アイヌの子弟に日本語や算術などを教授する仮の教育所が設立された。これが江別市立対雁小学校の前身である。
1878年（明治11年）、江別に屯田兵が入植。同年、江別屯田兵村と対雁を結ぶ「江別兵村新道」が完成する。
1879年（明治12年）3月11日、駅逓所が創設される。同年、石狩川対岸のシノツブト（現在の篠津地区）とを結ぶ官営の渡船が就航。
1880年（明治13年）2月9日、札幌区から分離して対雁村が成立し、対雁と江別を合わせた戸長役場が置かれた。1881年（明治14年）には篠津村が役場の管轄に加わる。
1882年（明治15年）に開拓使が廃止されるが、いまだ樺太アイヌの生計は独立して賄うまでには至っていなかった。自責の念に駆られた上野正は官職を辞し、アイヌの総代と協議して移民組合を設立することで彼らの生活の向上を図ったものの、計画倒れに終わった。
1884年（明治17年）には幌向村も対雁戸長役場の管轄となったが、江別駅周辺の利便性が増すにつれ相対的に対雁の重要性は下がっていき、1885年（明治18年）8月に対雁駅逓が廃止。1886年（明治19年）には戸長役場が江別村へと移転した。また、このころコレラと天然痘が大流行し、樺太アイヌは300名以上の犠牲者を出した。
1890年（明治23年）、上野正の発起により樺太アイヌ慰霊碑が建てられる。
1906年（明治39年）、二級町村制が施行され、対雁村・江別村・篠津村の3村が合併して新しい江別村となった。

### 昭和時代
1927年（昭和2年）、酪農に適した土地を探し求めていた町村敬貴が、石狩町樽川から対雁へ農場を移転させる。移転先は永山武四郎の所有地だったという荒れ放題の畑跡であり、町村は強い酸性の土壌を石灰散布により中和し、土管造りから始めた暗渠排水を巡らせて、土地の改良に努めた。
1933年（昭和8年）、水害を減らす目的で、湾曲する石狩川を直線化する切替工事が行われ、対雁の川下地区が対岸へと切り離される。
1941年（昭和16年）、札幌市東区雁来町と札幌市東区中沼町を結ぶ、豊平川の新たな流路が開削・通水される。寛政年間以降の豊平川は「旧豊平川」として切り離され、厚別川や野津幌川の下流部となる。
1945年（昭和20年）7月15日午後4時50分、アメリカ軍のグラマン4機が飛来して江別発電所を攻撃し、死者2名、重傷者2名を出した。終戦前後にかけ、東京都世田谷区出身の空襲被災者らが付近の原野に開拓民として入植する。
1949年 (昭和24年) 、厚別川や野津幌川の治水目的で、江別市角山地区に旧豊平川と豊平川新流路を結ぶ捷水路が開削される。捷水路の分岐点から下流、対雁までの旧豊平川は「世田豊平川」と名称変更される。

## 施設
- 江別市立いずみ野小学校
- 市営墓地やすらぎ苑
- 北海道電力総合研究所

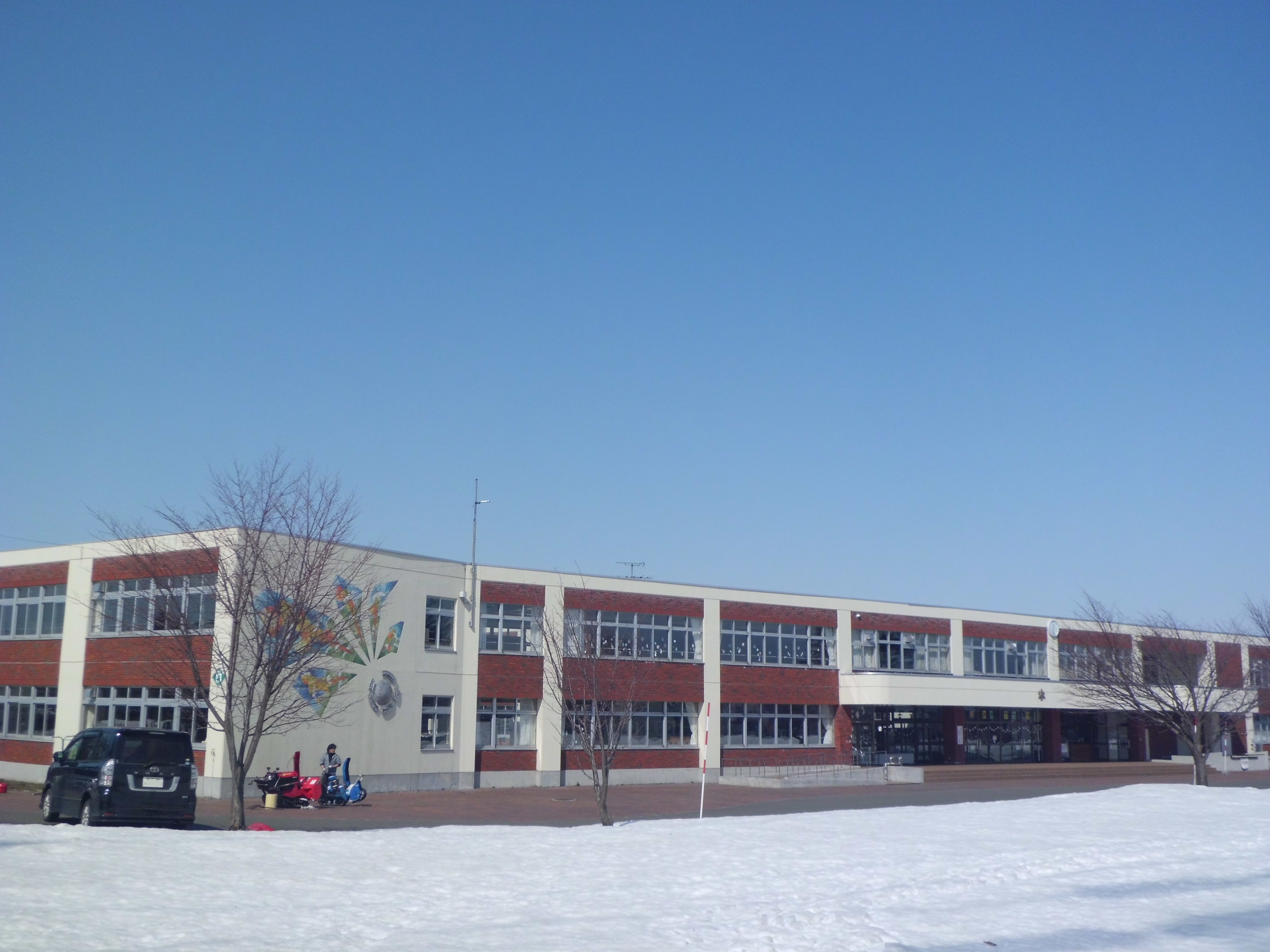
いずみ野小学校
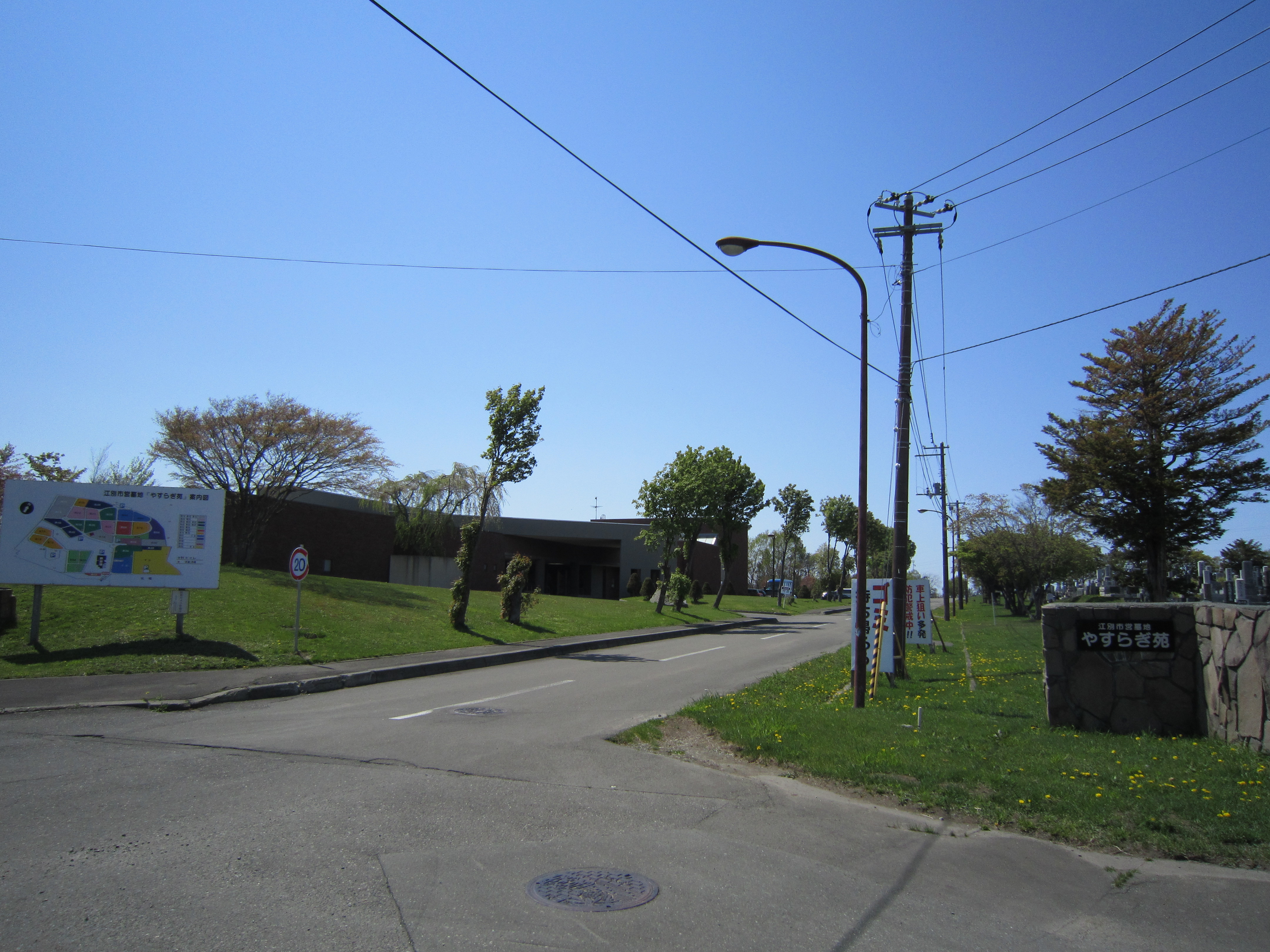
やすらぎ苑
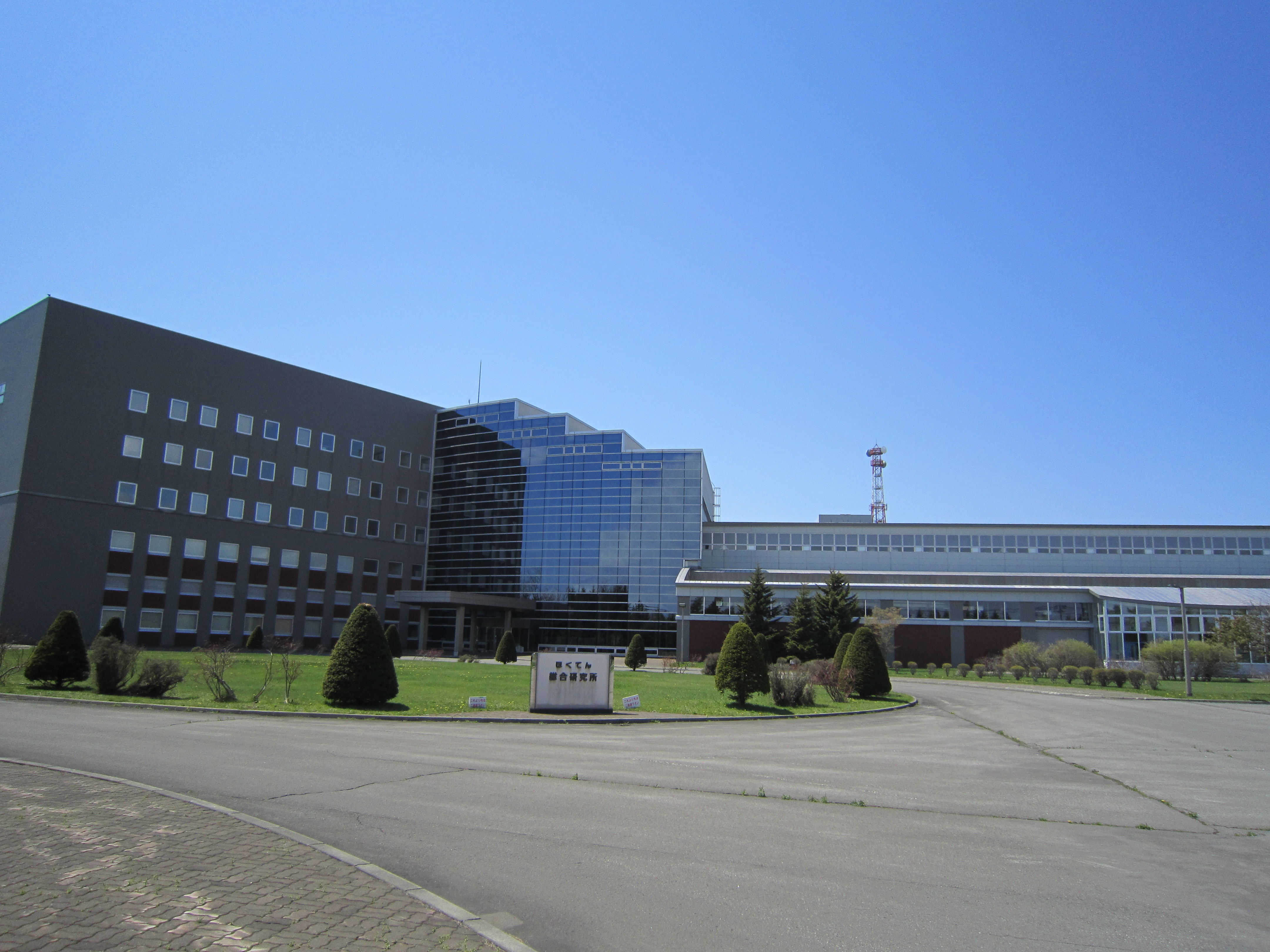
北海道電力総合研究所